# (2427) Kobzar
(2427) Kobzar es un asteroide perteneciente al cinturón de asteroides, descubierto el 20 de diciembre de 1976 por Nikolái Stepánovich Chernyj desde el Observatorio Astrofísico de Crimea (República de Crimea).

## Designación y nombre
Designado provisionalmente como 1976 YQ7. Fue nombrado Kobzar en homenaje a la primera publicación de poesías titulada "Kobzar" del poeta Tarás Shevchenko.